# Skive IK
Der Skive IK (Skive Idræts Klub; deutsch Skive Sportclub) ist ein dänischer Fußballverein in der Stadt Skive in Nordjütland.

## Geschichte
Der Verein pendelt seit Beginn des 21. Jahrhunderts zwischen der 2. und 3. dänischen Spielklasse, nachdem er auch schon viertklassig spielte. Zur Saison 2021/22 startete der Club nach einem Abstieg aus der zweitklassigen 1. Division erneut in der drittklassigen 2. Division.
Im Dänischen Fußballpokal erreichte Skive Ende der 1950er und Anfang der 1960er Jahre erstmals die 3. Runde, mit dem Viertelfinale 2003/04 konnte diesbezüglich das bislang beste Abschneiden erzielt werden.
Seit dem Oktober 2023 wird die Mannschaft von Anders Jensen trainiert.

## Spielstätte
Der Verein trägt seine Partien im städtischen Stadion von Skive, der gegenwärtig nach einem Sponsor benannten Hancock Arena aus.

## Bekannte ehemalige Spieler
In Klammern: Zeit der Vereinszugehörigkeit als Spieler
- Andreas Albers (2008 – 2011)
- Sebastian Grønning (2019 – 2020)
- Jeff Mensah (2015)
- Mikael Uhre (2014)
- Mikkel Vendelbo (2019 – 2021)
- Rasmus Würtz (2000 – 2002)

## Statistik
| Spielzeit | Liga                       | Platz |
| --------- | -------------------------- | ----- |
| 1997/98   | 2. Division                | 12.   |
| 1998/99   | 2. Division                | 06.   |
| 1999/00   | 2. Division                | 02.   |
| 2000/01   | 1. Division                | 13.   |
| 2001/02   | 1. Division                | 16.   |
| 2002/03   | 2. Division                | 12.   |
| 2003/04   | 2. Division                | 15.   |
| 2004/05   | Danmarksserien (Gruppe 3)  | 0?.   |
| 2005/06   | Danmarksserien (Gruppe 2)  | 01.   |
| 2006/07   | 2. Division (Staffel West) | 01.   |

| Spielzeit | Liga                       | Platz |
| --------- | -------------------------- | ----- |
| 2007/08   | 1. Division                | 09.   |
| 2008/09   | 1. Division                | 13.   |
| 2009/10   | 1. Division                | 09.   |
| 2010/11   | 1. Division                | 04.   |
| 2011/12   | 1. Division                | 08.   |
| 2012/13   | 1. Division                | 11.   |
| 2013/14   | 2. Division (Staffel West) | 01.   |
| 2014/15   | 1. Division                | 08.   |
| 2015/16   | 1. Division                | 11.   |
| 2016/17   | 1. Division                | 05.   |

| Spielzeit | Liga        | Platz |
| --------- | ----------- | ----- |
| 2017/18   | 1. Division | 12.   |
| 2018/19   | 2. Division | 01.   |
| 2019/20   | 1. Division | 05.   |
| 2020/21   | 1. Division | 12.   |
| 2021/22   | 2. Division | 9.    |
| 2022/23   | 2. Division | 10.   |
| 2023/24   | 2. Division | 8.    |
| 2024/25   | 2. Division | 5.    |